# Ministerie van Maori
Het ministerie van Maori is het Nieuw-Zeelandse ministerie dat verantwoordelijk wordt gehouden voor de Maori, het inheemse volk van Nieuw-Zeeland. De functie werd in 1858 in het leven geroepen onder de noemer Ministerie van Inheemse Zaken. De huidige minister van Maori is Tama Potaka.